# Wolfhart Friedrich Bürgi

Bürgi (links) mit dem französischen Aussenminister Robert Schumann, 1953

Wolfhart Friedrich Bürgi, auch Wolf Bürgi, (* 29. August 1901 in Bern; † 1. August 1989 ebenda) war ein Schweizer Rechtswissenschaftler und Hochschulrektor.

## Leben
Wolfhart Friedrich Bürgi war der Sohn des bekannten Pharmakologen Emil Bürgi. Seine Jugend verbrachte Bürgi in Bern und besuchte dort auch das Gymnasium. Nach der Maturität im Jahr 1920 studierte er Rechtswissenschaften an der Universität Bern sowie Rechtsgeschichte in Paris. 1927 veröffentlichte Wolf Bürgi seine Dissertation zum Thema: «‹Lehre von adäquater Verursachung› als Grundsatz der Haftung im Privatrecht». 1939 habilitierte er zum Thema: «Ursprung und Bedeutung der Begriffe ‹Treu und Glauben› und ‹Billigkeit› im schweizerischen Zivilrecht».
Ab 1939 hielt Bürgi als Privatdozent verschiedene Vorlesungen auf dem Gebiet des Zivil- und Obligationenrechts an der Universität Bern und arbeitete gleichzeitig in einer Anwaltskanzlei. 1945 wurde Bürgi als Professor für Privat- und Handelsrecht an die Handelshochschule St. Gallen berufen. Sechs Jahre später wurde er zum Rektor gewählt. Während seiner Amtszeit arbeitete er an der Vorbereitung und Verwirklichung der Doppelträgerschaft der Hochschule durch Stadt und Kanton St. Gallen mit. Ausserdem schrieb Bürgi den Projektwettbewerb für den Neubau auf dem Rosenberg aus.
Bürgis Hauptwerk war sein Kommentar zum Aktienrecht im Schweizerischen Zivilgesetzbuch (ZGB). Ausserdem engagierte er sich als Mitglied des Stiftungsrates des Schweizerischen Nationalfonds zur Förderung der wissenschaftlichen Forschung. Anlässlich seiner Emeritierung im Jahr 1967 wurde Bürgi von der Hochschule St. Gallen zum Honorarprofessor ernannt.